# Kosmonosy
Kosmonosy är en stad i Tjeckien.   Den ligger i regionen Mellersta Böhmen, i den centrala delen av landet, 50 km nordost om huvudstaden Prag. Kosmonosy ligger 244 meter över havet och antalet invånare är 3 822.
Terrängen runt Kosmonosy är platt. Runt Kosmonosy är det ganska tätbefolkat, med 90 invånare per kvadratkilometer. Närmaste större samhälle är Mladá Boleslav, 3,6 km sydväst om Kosmonosy. Trakten runt Kosmonosy består till största delen av jordbruksmark.